# Dacnonypha
Dacnonypha é uma infraordem de lepidópteros, da subordem Glossata; na qual compreende uma única superfamília.

## Sistemática
- Ordem Lepidoptera
  - Subordem Glossata
    - Infraordem Dacnonypha (Hinton, 1946)
      - Superfamília Eriocranioidea (Bourgogne, 1949)